# Камионџије д. о. о. (1. сезона)
Прва сезона хумористичке телевизијске серије Камионџије д. о. о. емитовала се од 28. децембра 2020. до 22. јануара 2021. на РТС 1. Прва сезона се састоји од 20 епизода.

## Радња
Серија почиње случајним сусретом Жиће, бившег шофера, а потом библиотекара у малој сеоској школи у околини Уба, и Баје, возача аутобуса у градском саобраћајном предузећу у Убу. Тај сусрет ће у потпуности изменити њихове животе.
Пошто су обојица остали без посла, они су, гледајући репризу серије "Камионџије" са популарним Чкаљом и Павлом Вујисићем, који су играли Јарета и Пају, одлучили да купе камион и оснују фирму за превоз робе.

## Улоге

### Главне
- Ненад Јездић као Предраг Бабурић "Баја"
- Тихомир Станић као Живорад Грујић "Жића"
- Паулина Манов као Дара Грјуић
- Бранислав Зеремски као Ђорђе Грчић "Грча Јарац"
- Јелена Ступљанин као Сека Грчић

### Епизодне
- Марко Гверо као Миодраг Регуловић "Грга Мурињо" (епизоде 2, 6, 14 и 19)
- Тања Пјевац као Зорица Станисављевић "Зока" (епизоде 1−2, 5−6, 11−12, 17−18 и 20)
- Небојша Илић као Родољуб Станиславковић (епизоде 1−2)
- Слободан Нинковић као Бата Крњаја (епизоде 7 и 19)

### Гостујуће
- Јована Гавриловић као Авдика Јовановић (епизода 18)
- Небојша Миловановић као иследник Максимовић (епизода 1)

## Епизоде
| Бр. еп. (укупно) | Бр. еп. (у сезони) | Наслов | Редитељ       | Сценариста   | Премијера          |
| --- | ------------------ | ------ | ------------- | ------------ | ------------------ |
| 1 | 1                  |        | Филип Чоловић | Гордан Михић | 28. децембар 2020. |
| Баја је возач аутобуса. Приликом једне вожње у Бајин аутобус, као тајна контрола, уђе Родољуб, нови власник аутотранспортног предузећа у чијем власништву је тај аутобус. Баја, ван аутобуске станице, у возило прими Жићу, његову жену Дару и петоро деце, и таста Грчу. Не наплати им карте. Новом власнику предузећа се није допао такав поступак. Родољуб је хтео да га казни због тога, али га Баја избаци из аутобуса. Када је завршио с вожњом Бају је на последњој станици сачекала полиција. Родољуб је пријавио Бају да га је физички напао. Полиција привела Бају у станицу на саслушање.  |                    |        |               |              |                    |
| 2 | 2                  |        | Филип Чоловић | Гордан Михић | 29. децембар 2020. |
| Баја и Жића су учврстили своје кумство и по узору на јунаке ТВ серије "Камионџије“, Пају и Јарета, намеравају да купе камион и постану самостални аутопревозници. Баја није сигуран да би требало да се упусте у ту авантуру, јер немају довољно новца за камион. Власник предузећа, Родољуб, са којим је Баја имао конфликт, позвао га је да дође на пословни разговор. Са Бајом на тај разговор дође и Жића. Родољуб им понуди лоше услове рада. Они то одбише и после низа успутних послова схвате да је боље да пробају да некако дођу до камиона чији би власници били њих двојица.              |                    |        |               |              |                    |
| 3 | 3                  |        | Филип Чоловић | Гордан Михић | 30. децембар 2020. |
| Баја и Жића су набавили камион који је сада у њиховом власништву. Чекају на своје прве муштерије. Добили су ангажман да пензионеру преселе намештај. Баја и Жића су превезли и истоварили намештај. Носе намештај уз велике и стрме степенице, али се испоставило да пензионер нема новца да им плати селидбу. Други посао који су добили везан је за превоз кошница. Убрзо сазнају да у тим кошницама заправо нису пчеле. А у још већу невољу Баја и Жића упадају када схвате да им је неко украо камион.                                                                                            |                    |        |               |              |                    |
| 4 | 4                  |        | Филип Чоловић | Гордан Михић | 31. децембар 2020. |
| Баји и Жићи су украли камион. После извесног времена пронашли су камион у каменолому и да би поново дошли до њега морају да га украду од лопова. У тој акцији помаже им Силвана, девојка која је побегла од своје мајке и одлучила да се удружи са Бајом и Жићом. У камиону до којег су уз перипетије успели да дођу, Силвана је пронашла коверат са пуно новца. Баја сматра да би тај новац требало да однесу у полицију. Жића се противи томе. Убрзо утврде да имају квар на камиону. Оду до аутомеханичарске радње чији је власник Гига Џигеран, али када се врате по камион виде да је он нестао. |                    |        |               |              |                    |
| 5 | 5                  |        | Филип Чоловић | Гордан Михић | 1. јануар 2021.    |
| Жића је очајан што се њему и Баји не појављују нови аутопревознички послови. Убрзо схвати да на огласима које је свуда разделио није уписао контакт телефон. Силвана се сместила у стан код Баје. Међутим, ту ју је пронашла мајка од које је Силвана побегла. Мајка Силвану наговори да пријави Бају да је противправно држао у свом стану. Силвана се најпре противи тој идеји, али ипак поклекне пред наваљивањем мајке и адвоката и спремна је да оптужи Бају. Кад то чује Баја је веома разочаран таквим Силваниним понашањем.                                                                   |                    |        |               |              |                    |
| 6 | 6                  |        | Филип Чоловић | Гордан Михић | 4. јануар 2021.    |
| На Жићином рођендану, између осталих гостију, налази се и брат његове жене Даре, који га наговара да се ангажује као кловн. Жићи баш није до тога. Настави да се бави аутопревозничким послом. Баја, с друге стране, никако не може да се ослободи љубавних авантура након разочаравајућег искуства са Силваном. Баја и Жића преузму вожњу за Гргу Муриња, власника нижеразредног фудбалског клуба и некога ко за себе верује да има визију. Мурињова партнерка, Милена, експресно се заљуби у Бају и хоће да побегне са њим.                                                                         |                    |        |               |              |                    |
| 7 | 7                  |        | Филип Чоловић | Гордан Михић | 5. јануар 2021.    |
| Жићина свастика, Сека, дошла је у посету код његове породице. Жића верује да је Сека добра прилика за Бају, његовог кума и пословног партнера. И Сека и Баја су се више пута венчавали и разводили. Баји није до приче о томе. Више је посвећен послу. Жића и Баја су ангажовани да возе покидане пластичне лутке за шта су добили велики новац. Њихова сумња се увећа кад виде да их прати један аутомобил. Некако умакну од потере и оду код Бате Крњајића који држи војни отпад. Бата има детекторе уз чију помоћ ће да сазна шта се заправо крије у пластичним луткама.                           |                    |        |               |              |                    |
| 8 | 8                  |        | Филип Чоловић | Гордан Михић | 6. јануар 2021.    |
| Баја и Жића се договарају како да се отресу товара - пластичних лутки. За тај посао добили су пуно новца, а робу коју превозе је ниске вредности, што код њих двојице буди велику сумњу. Док се двоуме како да поступе заустави их саобраћајна патрола. Полиција их приведе у станицу јер је у камиону пронашла расходовани ручни бацач који је власништво њиховог пријатеља Бате Крњајића. Жићу и Бају проверавају у полицијској станици. С друге стране, код Жићине свастике, Секе, дошао је њен муж који је наговара да иде са њим у Немачку.                                                      |                    |        |               |              |                    |
| 9 | 9                  |        | Филип Чоловић | Гордан Михић | 7. јануар 2021.    |
| Контроверзни бизнисмен хоће да склони своју мајку на сигурно место, где ће имати посебно обезбеђење. Међутим, његова мајка, Дуда, противи се томе. Побегне од обезбеђења и моли Бају и Жићу да је приме у камион. Они то прихвате, али за њима крене обезбеђење које је задужено да чува бизнисменову мајку. Обезбеђење их стигне и натера Дуду да изађе из Бајиног и Жићиног камиона. Међутим, Дуда убрзо поново побегне од обезбеђења. |                    |        |               |              |                    |
| 10 | 10                 |        | Филип Чоловић | Гордан Михић | 8. јануар 2021.    |
| Жића је кући довео Дуду, мајку контроверзног бизнисмена од којег је побегла. Из Немачке се вратила Сека, Жићина свастика, пресрећна због тога што је њен муж коначно потписао развод. И код Жићиног партнера Баје је велика гужва. Баја је свој стан уступио двема женама, а он спава у камиону. Романсу доживљава и Жићин таст, Грча, који не крије наклоност према Дуди. Грча нуди Дуди живот пун авантура. Предлаже јој да оду да живе у његовој камп кућици. Жића, с друге стране, не одустаје од свог плана да споји Секу и Бају.                                                                |                    |        |               |              |                    |
| 11 | 11                 |        | Филип Чоловић | Гордан Михић | 11. јануар 2021.   |
| Баја очајава због својих љубавних бродолома. Разочаран је због тога што га жене које изабере лако изневере. Авантура Грче, Жићиног таста, лоше се завршила. Отишао је са Дудом на романтични боравак у викендици, али су га људи који раде за Дудиног сина претукли и одвели је са собом. Од срамоте Грча не може да оде код Жиће, већ хоће да се неколико дана склони код Баје. У Бајином стану је Ђера, девојка која нема где да станује. Жића и Дара и даље не одустају од идеје да споје Бају и Секу, Дарину рођену сестру.                                                                       |                    |        |               |              |                    |
| 12 | 12                 |        | Филип Чоловић | Гордан Михић | 12. јануар 2021.   |
| Баја прича Жићи о својој великој фудбалској каријери. Жића не верује Баји да је био тако добар голман као што се представља. Али се Жића увери да је то истина када се славни фудбалер Манчестер јунајтеда, Немања Матић, с великим поштовањем обрати Баји у жељи да се фотографише с њим. С друге стране, Жићин таст, Грча, доживљава романсу са Бајином комшиницом, Бибом. Грчу и Бибу поред евидентне емотивне наклоности једно другом привлачи и њихова велика љубав према Африци. |                    |        |               |              |                    |
| 13 | 13                 |        | Филип Чоловић | Гордан Михић | 13. јануар 2021.   |
| Жићин таст, Грча, обновио је љубавну авантуру са женом коју је упознао у Египту, мада није потпуно сигуран у то да је уопште раније срео. Сека је после пијане ноћи завршила са конобаром. Кад се отрезнила и схватила да је то веза која нема никакву перспективу, разочарана Сека се пешице враћа кући. После дугог пешачења Секу на друму среће Баја који вози камион. Баја хоће да је превезе. Сека је лоше расположена и неће да уђе у Бајин камион. После извесног времена Сека ипак уђе у камион. Баја током вожње покушава да шармира Секу, али му то никако не успева.                       |                    |        |               |              |                    |
| 14 | 14                 |        | Филип Чоловић | Гордан Михић | 14. јануар 2021.   |
| Баја је после тешког пада с камиона завршио у болници. Тако је Жића принуђен да сам вози камион, али му посао не иде баш од руке. Додатна невоља је што им је и камион у лошем стању и не може више да се користи. Жића је зато приморан да тражи неки други посао. Пријави се да буде достављач пице, али су у пицерији сумњичави према тој идеји због Жићине неадекватности за тај посао који подразумева младост и брзину. Испостави се да је власник пицерије Грга Мурињо, ситни бизнисмен са којим су Баја и Жића имали несугласице у прошлости.                                                 |                    |        |               |              |                    |
| 15 | 15                 |        | Филип Чоловић | Гордан Михић | 15. јануар 2021.   |
| Жића се после неуспешне намере да се бави неким другим послом врати вожњи камиона. У једној вожњи Жића превози бизнисмена Перу, који вара своје пословне партнере и супругу. Жића упозори Перу на такво понашање. Није у реду да толико лаже све са којима разговара. Пера је, међутим, толико вешт манипулатор да успе да превари и Жићу и не плати му превоз робе. Баја се опоравља у болници. У посету му долази, Ђера, девојка која живи у његовом стану. Помаже му да ојача и може поново да хода, без штака.                                                                                    |                    |        |               |              |                    |
| 16 | 16                 |        | Филип Чоловић | Гордан Михић | 18. јануар 2021.   |
| Жићи се стално квари камион. Чује на радију да су се на путевима појавили друмски разбојници. Без обзира на то упозорење, Жића се заустави на путу не би ли пружио помоћ људима који су у поквареном комбију. Он препозна путнике из комбија - то су чланови групе "Заувек млади". Жића прими у камион чланове групе "Заувек млади", иако му је Баја то изричито забранио, јер када је сам у камиону лака је мета преступницима. Баја је изашао из болнице. Кренуо је са Ђером на опоравак у бању. Ауто им се поквари на путу, па њих двоје оду код Ђерине тетке.                                     |                    |        |               |              |                    |
| 17 | 17                 |        | Филип Чоловић | Гордан Михић | 19. јануар 2021.   |
| Баја је са Ђером отишао у посету код Ђерине тетке, Милице. Ђера је тамо срела своју стару љубав, поштара Радета. Тетка Милица каже Баји да није Ђера права жена за њега и да је за Ђеру много бољи избор Раде, који може да јој пружи већу сигурност. Жићин таст, Грча, има нову изабраницу. То је Лепосава Карабиберовић, власница хотела који нема перспективу. Жића се здружио са члановима групе "Заувек млади". Одлучи да оде на њихов концерт, у кафану "Танго Аргентино". |                    |        |               |              |                    |
| 18 | 18                 |        | Филип Чоловић | Гордан Михић | 20. јануар 2021.   |
| Дара и Сека сретну Бају у кафани. Баја се, након новог љубавног разочарања са Ђером, напије. Дара покушава да га утеши и каже му да још увек има наде за њега и његов љубавни живот. Пијаног Бају, Дара и Сека доводе својој кући. Ту их дочека Дарин и Секин отац, Грча, који тугује због љубавног бродолома са Лепосавом Карабиберовић. Грча се разведри када смисли нову сплетку. Јави се Жићи којем се представи као продуцент ријалити програма и понуди му учешће у том програму и хонорар од 10.000 евра.                                                                                      |                    |        |               |              |                    |
| 19 | 19                 |        | Филип Чоловић | Гордан Михић | 21. јануар 2021.   |
| Жићин таст, Грча, упркос бројним љубавним неуспесима, не одустаје од романтичних веза. Грча се упознао са Ђерином тетком, Милицом, и врло брзо се одлучио да се ожени са њом. Жића са породицом долази на Грчину и Миличину свадбу. Баја је такође дошао на свадбу. Ту се сретне са Ђером. Баја разговара са Ђером, која му каже да је кукавица, јер није смео у потпуности да искаже емотивну наклоност према њој. Она је одлучила да оде у Америку. Разочарани Баја највише времена на свадби проводи са Жићином свастиком, Секом.                                                                  |                    |        |               |              |                    |
| 20 | 20                 |        | Филип Чоловић | Гордан Михић | 22. јануар 2021.   |
| Након Грчине свадбе, Жића је срећан што се Грча напокон удомио. Жића је убеђен да је прави избор за Бају - Сека, Жићина свастика. Баја је још увек неодлучан у вези са Секом. Баја мисли да нема више шанси да његов и Жићин камион још дуго буде у употреби. Камион им стане насред друма. Баја је очајан због квара камиона и своје несрећне судбине. Шта год да ради и жели исход је на крају поразан. Мало му се поправи расположење кад га Сека позове на вечеру. Баји се роди нова нада, да његова љубавна веза са Секом може да успе.                                                          |                    |        |               |              |                    |